# Anas flavirostris

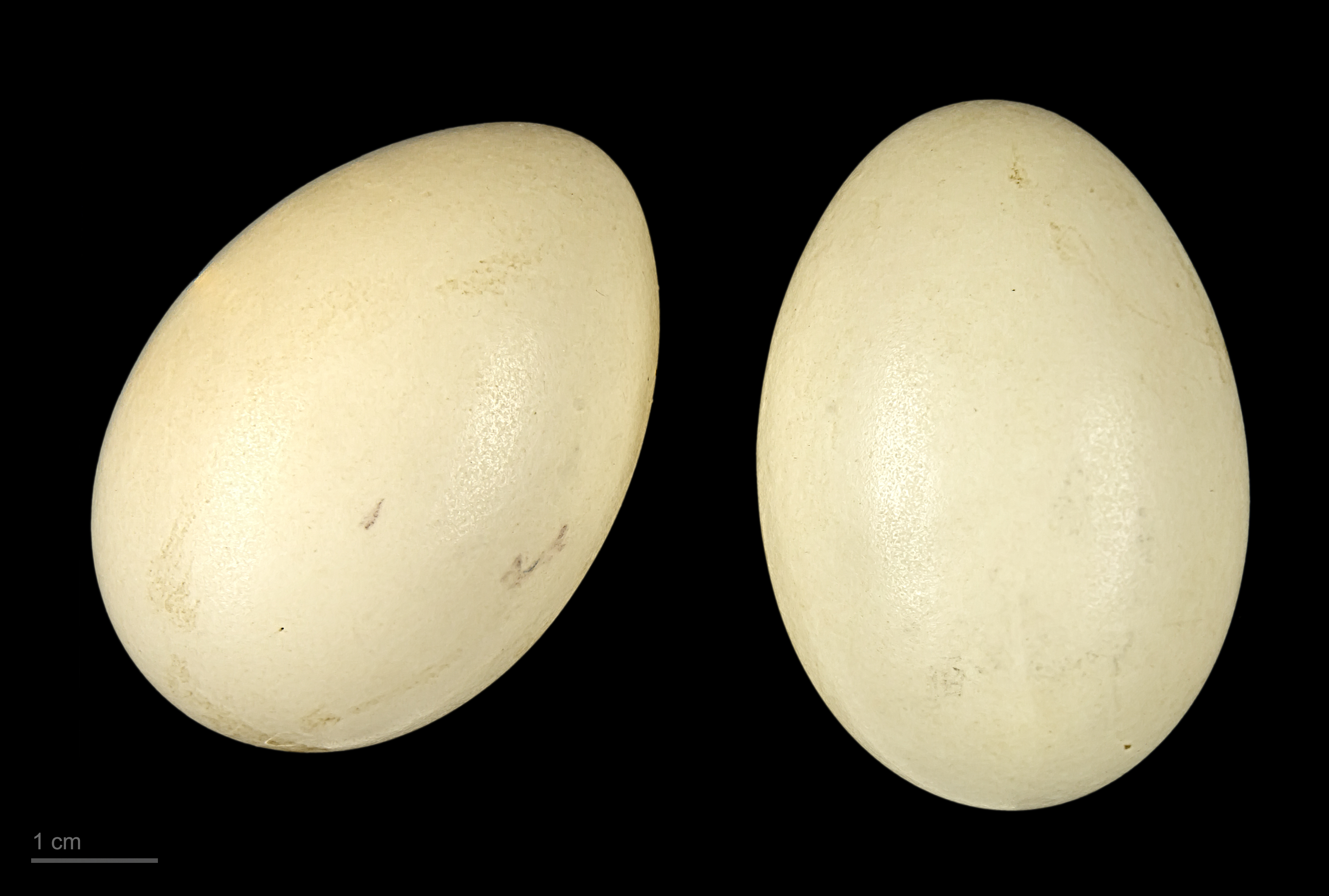
Anas flavirostris oxyptera

Anas flavirostris là một loài chim trong họ Vịt.
Loài này sinh sống ở Argentina, Quần đảo Falkland, Chile, Peru, Bolivia, Uruguay và Brazil, Tristan da Cunha. Nó cũng đã thành lập chính nó ở Nam Georgia, nơi nó lần đầu tiên được ghi nhận nhân giống vào năm 1971. Nó cư trú ở vùng đất ngập nước ngọt, thích môi trường sống đầm lầy đến sông ngòi. Do phạm vi rộng của chúng và sự phong phú của địa phương, nó không được IUCN coi là loài bị đe dọa.

## Mô tả
Mỏ có màu vàng tươi với đầu màu đen và một dải màu đen dọc theo đỉnh của thân. Loài này hơi giống với loài Anas georgica, nhưng có đầu sẫm hơn, cổ ngắn hơn và hai bên màu xám trắng.

## Hình ảnh

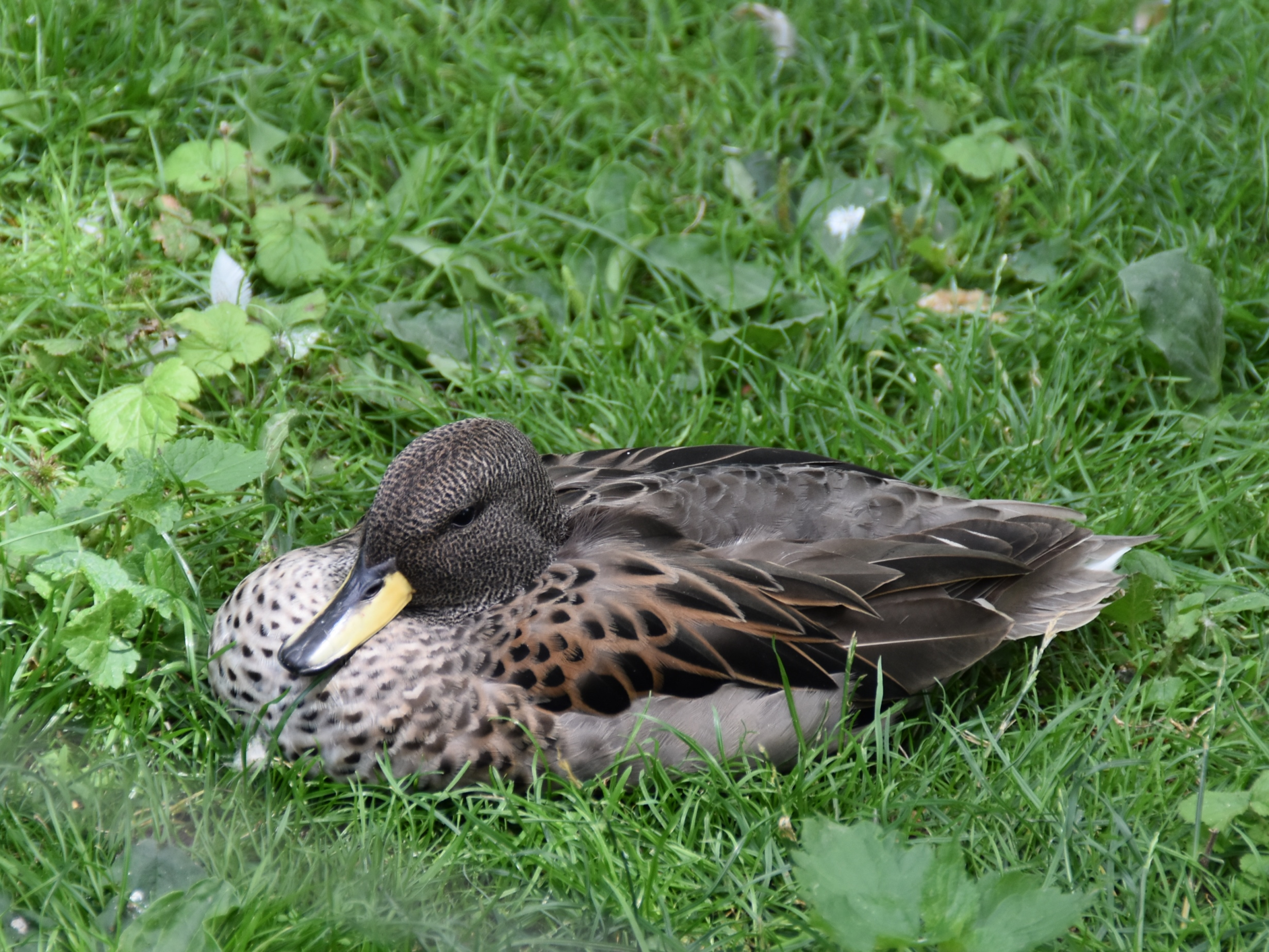
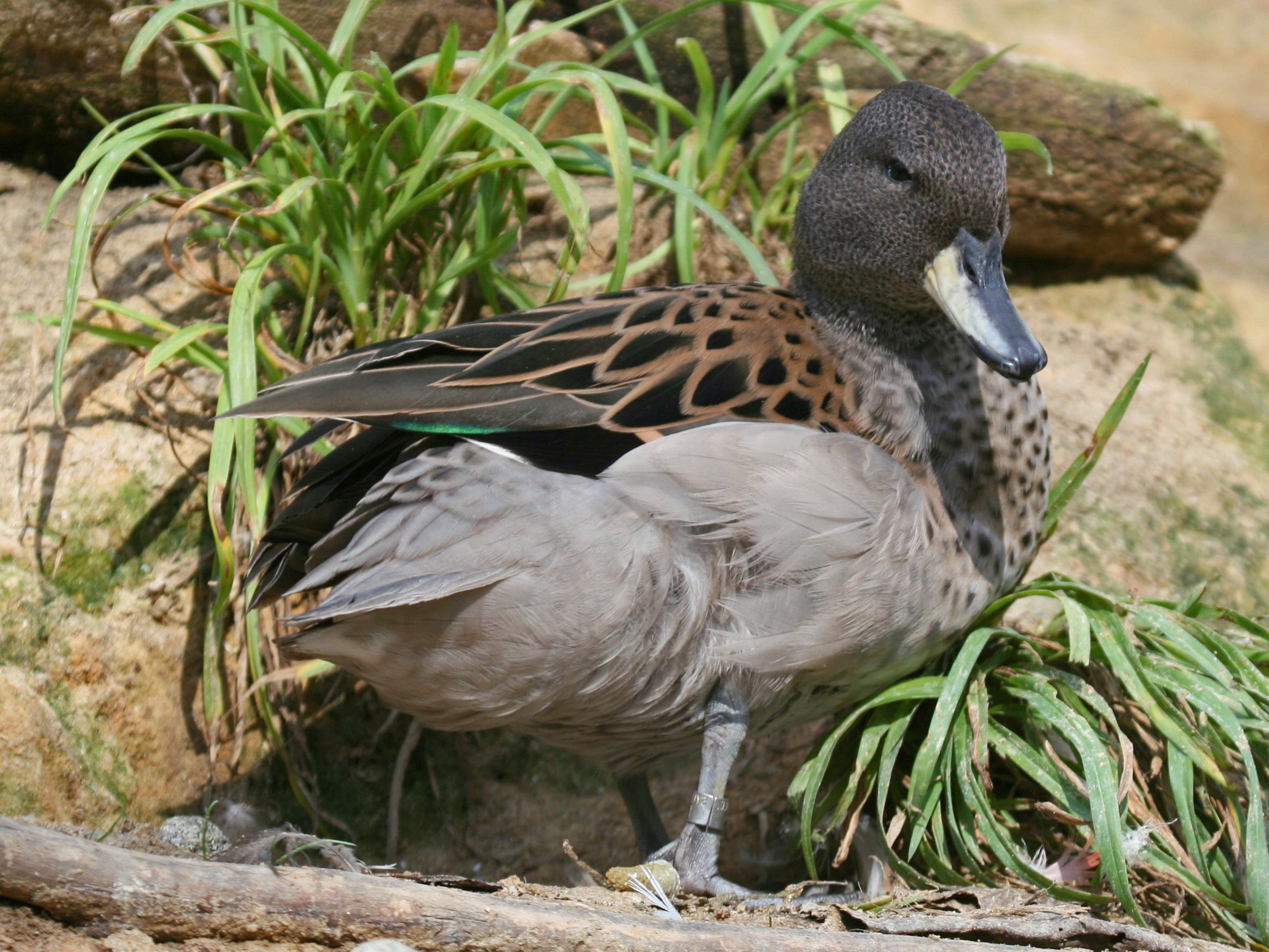
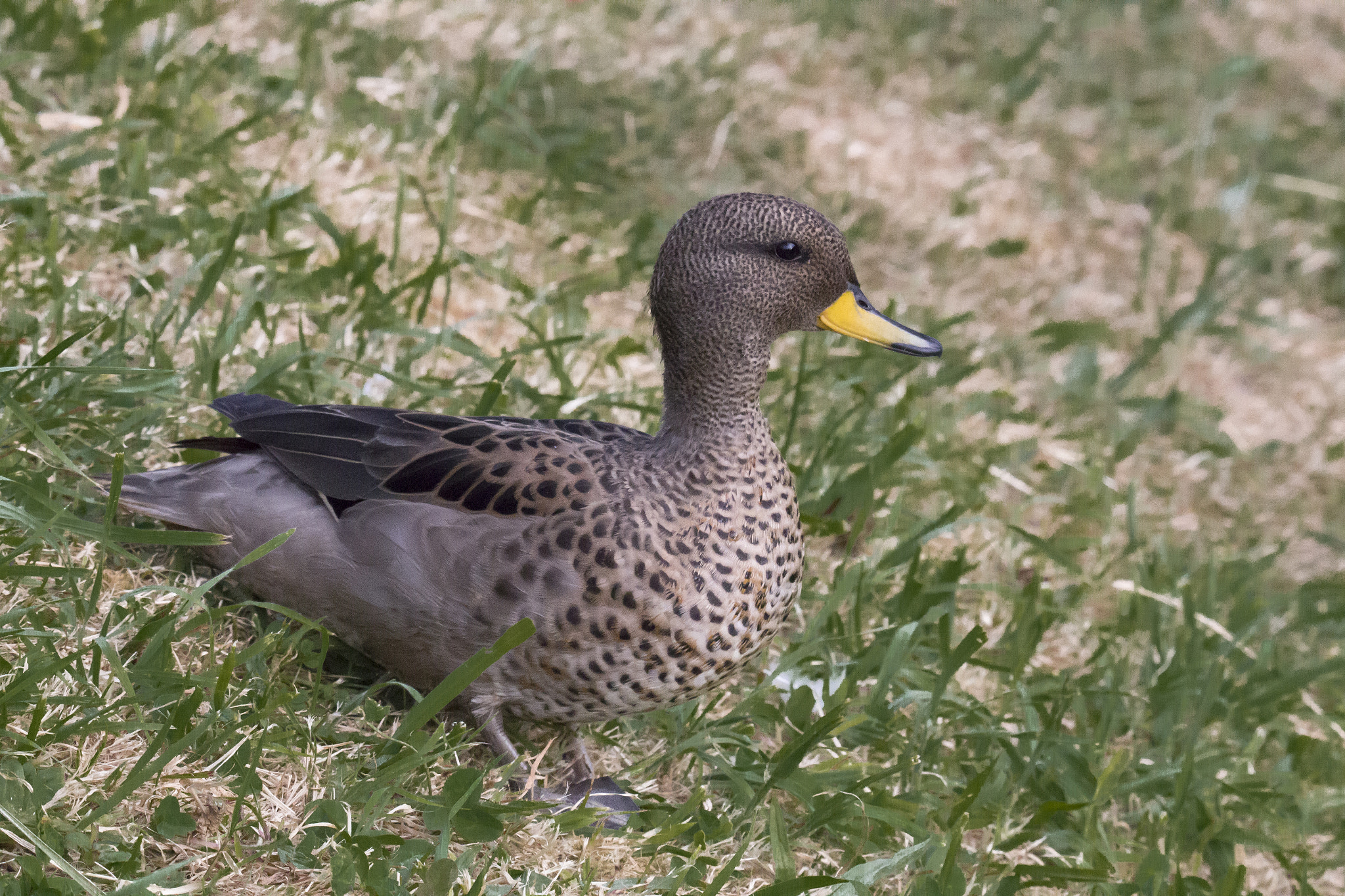
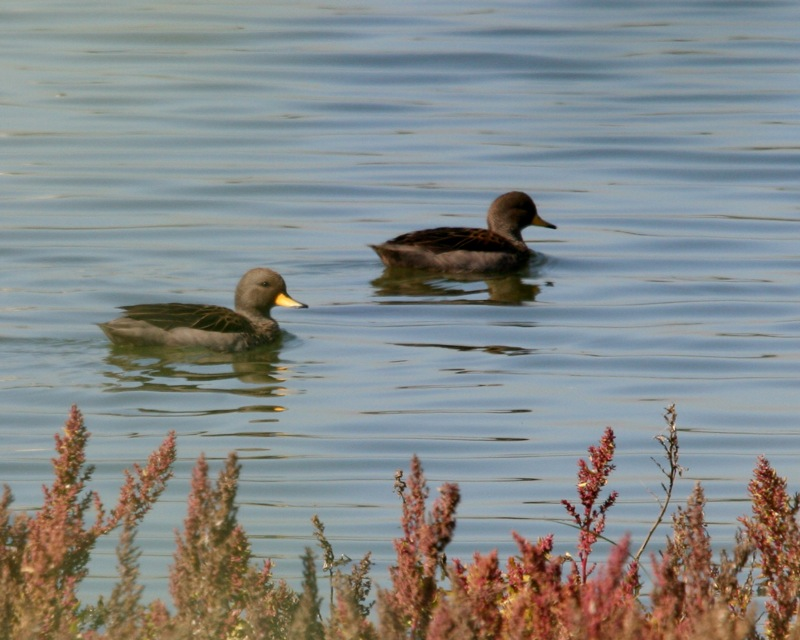